# Josef Winkelirer
Josef Winkelirer, auch Joseph Winkelirer oder Winckelirer, seit 1842 mit dem Nachnamen Winkler (* 1800 oder 1801 in Düsseldorf; † 1853 in Bensberg), war ein deutscher Porträt- und Landschaftsmaler der Düsseldorfer Schule.

## Leben
Winkelirer studierte an der Kunstakademie Düsseldorf unter Peter Cornelius und Johann Wilhelm Schirmer sowie in München. Zwischen 1832 und 1844 beschickte er die Berliner Akademie-Ausstellungen. Anfangs der Historienmalerei zugeneigt, wandte er sich ab etwa 1830 der Landschaftsmalerei zu. Überdies malte er Porträts. Winkelirer war ein Freund des Richters Anton Fahne. Dessen Gemahlin Julie, geborene Stommel, unterrichteten Winkelirer und Johann Wilhelm Preyer in der Malkunst. Im Übrigen ist wenig über sein Leben bekannt.

## Werke (Auswahl)
- Familie Troost, 1828

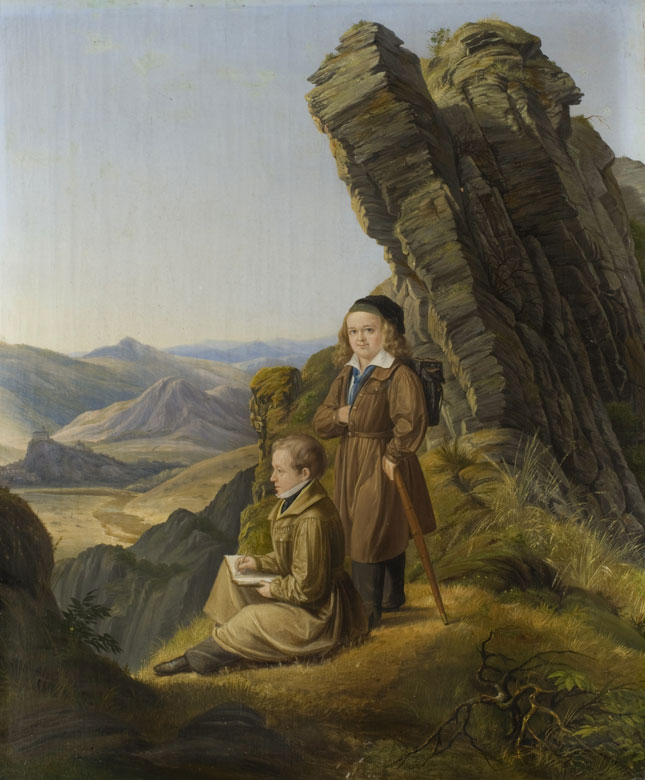
Die Brüder Preyer zeichnend in einer Landschaft an der Ahr, um 1830 – Das Bild, das die Brüder Johann Wilhelm und Gustav Preyer als Eifelmaler zeigt, befand sich 1853 in der Sammlung von Anton Fahne auf Haus Roland.

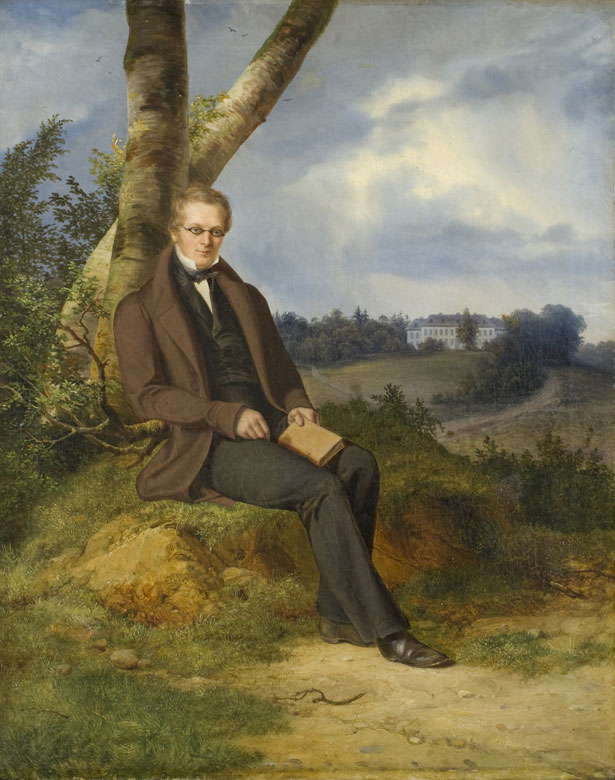
Porträt eines Herrn in einer Landschaft, wohl Anton Fahne, der Freund des Malers, 1836

- Die Brüder Preyer zeichnend in der Landschaft (Johann Wilhelm Preyer und Gustav Preyer), um 1830[8]
- Porträt eines Herrn in einer Landschaft (wohl Anton Fahne), 1836
- Brustbild einer Dame in violettem Kleide mit feinen Spitzen, Kragen und hoher Frisur (Damenbildnis in romantischer Landschaft, wohl Julie Fahne, geb. Stommel), 1836, 1853 in der Sammlung von Anton Fahne auf Schloss Roland[9]
- Die Bergpredigt, 1887 im Verzeichnis des städtischen Museums zu Leipzig[10]